# Babi Pangangrock
Babi Pangangrock is een Nederlands rockfestival dat sinds 2008 ieder jaar aan het einde van de winter wordt georganiseerd, eerst in Veenwouden en later in Veenwoudsterwal. Het festival wordt georganiseerd door poppodium It Badhûs en de band REKKER. 

## Geschiedenis
In 2008 begon het festival met als doel om lokale bands de kans te geven om podiumervaring op te doen. Daarnaast vond men het belangrijk dat er iets voor jongeren werd georganiseerd in Veenwouden. De inspiratie van de naam was de locatie van de eerste editie, een Chinees restaurant. Het festival vond plaats op 19 december 2008 met Jarretank, Long Way Down, The Pilots (later REKKER), Dave Westerhoff Band en MC Germ. 
Na een korte pauze werd het festival in 21 januari 2011 weer georganiseerd, ditmaal in Veenwoudsterwal. Optredende artiesten waren Newsense Memory, Jankobeus Seunnega, REKKER, Blackboxred en Barry Nice and the Nice Guys. 
De editie van 2012 vond plaats op 16 maart in Veenwoudsterwal. Optredende artiesten waren Newsense Memory, Emiel (van De Hûnekop), REKKER, Garments (voorheen Monstertux), Smack The Apple en Mundo Park. 
De editie van 2013 vond plaats op 8 maart in Veenwoudsterwal, met optredens van Newsense Memory, De Hûnekop, REKKER en Hilbrandt Mill. 